# Ambrose Jessup Tomlinson

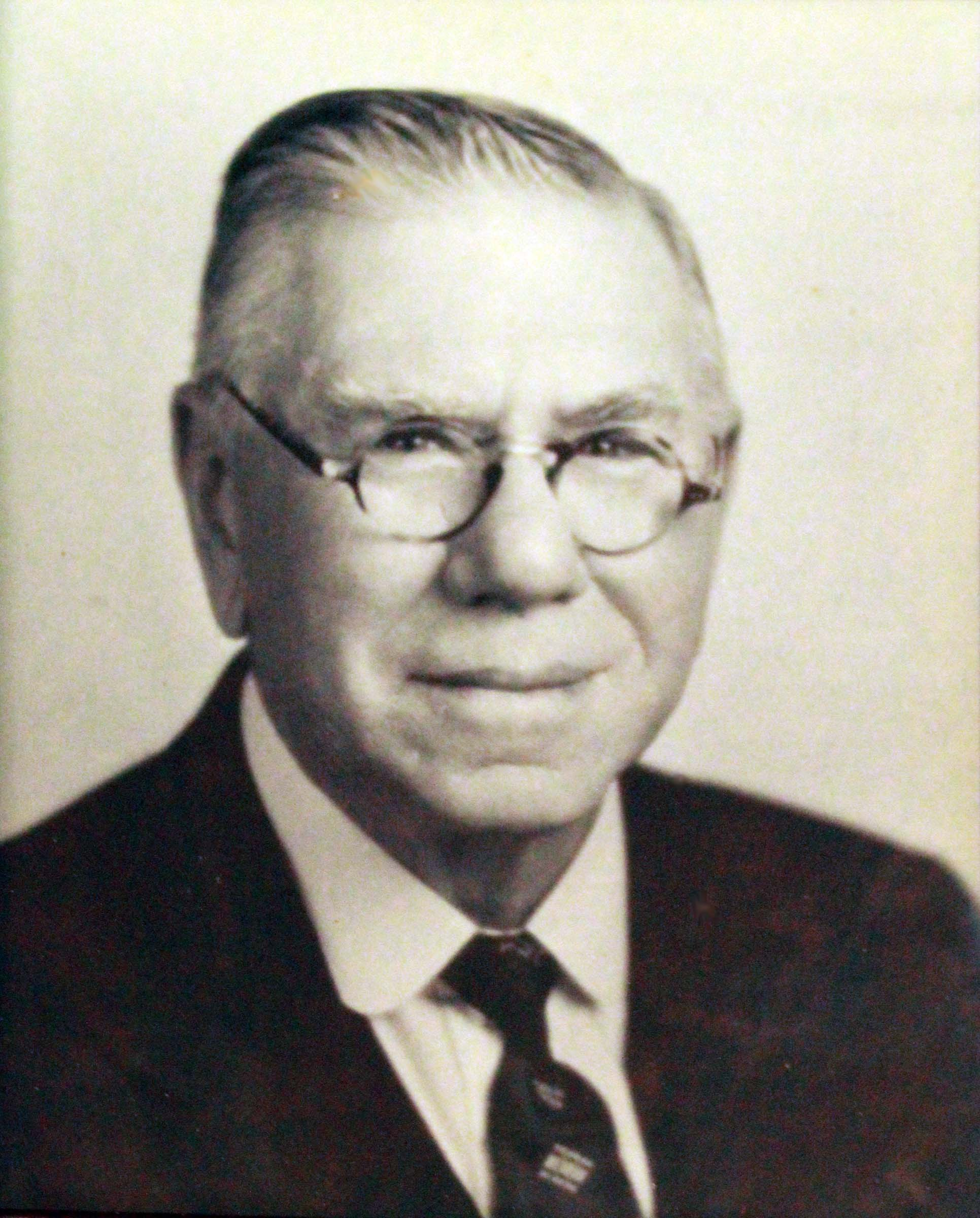
Ambrose Tomlinson

Ambrose Jessup (A.J.) Tomlinson (* 22. September 1865, Westfield, Indiana; † 2. Oktober 1943, Cleveland, Tennessee) war ein amerikanischer Geistlicher und der erste Bischof der Church of God of Prophecy. Er entstammte der Religious Society of Friends (Quaker) und hatte sich 1903 der Holiness Church in Camp Creek angeschlossen. Mit seinem Tatendrang, seiner Vision und seinen organisatorischen Fähigkeiten wurde er im selben Jahr als der erste General Overseer der Church of God in Cleveland, Tennessee gewählt. Er diente als der erste Präsident des Lee College der Kirche (später Lee University, 1918–1922). 1923 wurde Tomlinson abgesetzt, was zu einer Spaltung in der Kirche führte. Anhänger von Tomlinson gründeten daraufhin die Church of God of Prophecy.

## Leben

### Jugend
Ambrose Jessup Tomlinson wurde in eine prominente Quaker-Familie aus Westfield, Indiana, geboren. Seine Großeltern, Robert und Lydia Tomlinson, verließen die Society of Friends 1843 wegen ihrer klaren Haltung zur Abschaffung der Sklaverei und schlossen sich einer separatistischen Gruppe der Society of Friends an, die klar gegen die Sklaverei auftrat. Ein Jahr später, 1844, wurden seine Eltern, Milton und Delilah (Hiatt) Tomlinson, von der Society of Friends ausgeschlossen, weil sie ihre Ehe nicht von der Gruppierung hatten bestätigen lassen und weil sie den Kirchenbesuch vernachlässigten. Milton und Delilah besuchten daraufhin nie mehr regulär die Quaker-Services und erzogen dementsprechend ihre Kinder nicht zu regelmäßigem Kirchenbesuch.
Milton Tomlinson war, zusammen mit seinem Bruder Noah, ein erfolgreicher Geschäftsmann in einer Reihe verschiedener Unternehmen in der Landwirtschaft, im Straßen- und Brückenbau und mit Sägemühlen. Milton Tomlinson war auch aktiv in der Republikanischen Partei.
A. J. Tomlinson war der einzige Sohn der Familie. Er hatte acht Schwestern, von denen drei bereits im Kindesalter starben, sowie eine Halbschwester, Abigail, aus der ersten Ehe seines Vaters. (Miltons erste Frau, Hannah, war bei der Geburt von Abigail gestorben.) Fünf seiner Schwestern waren älter als Ambrose. Er sah als Kind zu ihnen auf.
Ambrose wurde mit signifikantem Untergewicht geboren und war so klein, dass er als Kleinkind auf einem Kissen transportiert wurde. Von seiner Mutter wird berichtet, sie sei so besorgt gewesen und habe so große Sorge um seine Pflege gehabt, dass sie gebetet habe:
„Wenn dieses Kind niemals etwas Bedeutendes werden wird, dann lass es sterben. Er bereitet nur Sorgen. Wenn DU eine besondere Aufgabe für ihn vorhast, dann heile ihn und lass ihn leben.“ Tomlinson überlebte, war aber nie groß oder so körperlich robust wie sein Vater. 1880 erlitt er einen Cholera-Anfall. Die Krankheit forderte ein Jahr später das Leben seiner Schwester Emily. Ambroses eigene Krankheit war so schwer, dass er ein Drittel des Schuljahres verpasste. Dennoch machte Tomlinson als Kind gerne Sport und er war insbesondere bei Rennen recht erfolgreich. Aber er war auch in geistiger Hinsicht begabt und wurde von seinem Vater zu Hause ermutigt zu schreiben.
Er schloss seine Grammar School im Alter von siebzehn ab und ging unmittelbar an die lokale Quaker Academy, die Union High School in Westfield, Indiana, in einer Stadt, die bekannt war für ihre religiöse und rassische Durchmischung. In seinem ersten Jahr an der Union High School, im Winter 1882–1883, veranstaltete der Quaker-Evangelist William Wooton ein längeres Meeting in einer Kirche vor Ort, bei dem etwa 100 von Tomlinsons Klassenkameraden sich bekehrten. Tomlinson, der eine tiefe Überzeugung verspürte, erlebte jedoch keine Bekehrung.
Als Teenager begann Tomlinson, sich in der Republican Party politisch zu engagieren. 1892, im Alter von 27 Jahren, kandidierte er nochmals erfolglos als County Auditor (Bezirksprüfer) für die Populist Party, eine Bewegung, deren Ideale eng mit der Heiligungsbewegung verbunden war. Nach der erfolglosen Kandidatur ließ er seine politischen Ambitionen vollends hinter sich.
Als Teenager war Tomlinson auch in der Literary Society vor Ort aktiv und spielte kurzzeitig in einer Theatergruppe neben der Arbeit auf dem elterlichen Hof. Im Alter von 23 Jahren, 1889, heiratete Tomlinson Mary Jane Taylor, eine junge Frau aus der Quaker-Bewegung und Mitglied des Walnut Ridge Monthly Meeting.

### Bekehrung
Im Alter von zwölf Jahren, zwei Jahre nach dem Tod seiner beiden Großeltern väterlicherseits, hatte er sein erstes religiöses Erlebnis, wie er es in seiner kurzen Autobiographie Answering The Call Of God beschreibt:

„Eines Tages, als Vater und ich eine Meile von zu Hause entfernt allein auf dem Feld waren und mit einer altmodischen „Hoosier“-Kappsäge einen großen Baumstamm sägten, hörte ich meinen Namen rufen und dachte, Vater spräche zu mir. Es war mein vertrauter Familienname, Kosename, aber Vater sagte, er habe nicht gesprochen. Innerhalb weniger Minuten hörte ich dieselbe Stimme und denselben Namen. Wieder sagte Vater, er habe kein Wort gesagt. Ich war in einem Zustand des Staunens. Nach einigen Minuten der Stille sprach die Stimme wieder, mit jener Vertrautheit, die nur die engsten Familienbande erkennen. Vater sagte immer noch, er habe mich weder angerufen noch meinen Namen genannt. Ich war verwirrt, und obwohl ich nie mit einer Menschenseele darüber sprach und Vater nie etwas darüber sagte, reichte es aus, um eine Natur zu erwecken, die noch nie zuvor berührt worden war, und sie wurde erweckt, um nie wieder zu schlafen.“

Kurz nach seiner Heirat im Jahr 1889 erlebte Tomlinson Erlösung, nachdem während eines schweren Gewitters ein Blitz in sein Haus einschlug. Die Episode wird ebenfalls in der Autobiografie erzählt:

„Im ersten Jahr meiner Ehe war ich eines Tages damit beschäftigt, Heu von einer dieser großen Wiesen von Indiana zu schleppen. Ein Sturm kam auf, und die Männer und ich eilten mit dem Heu, das wir auf den Wagen hatten, in die Scheune. Ich rannte zum Haus, damit Mary während des Sturms nicht alleine war. Es war ein sehr schwerer Sturm mit vielen Blitzen und schwerem Donner. Plötzlich ertönte ein stärkerer Donnerschlag als sonst, der uns fast taub machte. Meine Frau schlug vor, dass der Blitz in die Scheune eingeschlagen war, aber ich sagte: «Nein, Liebes, es ist das Haus.» Ich sah den Blitz, als er durch den Schornstein, durch den Kochherd und durch die Decke und die Wetterschenkel des Hauses einschlug, nur wenige Meter von meinem Sitzplatz entfernt. Es wurde kein ernsthafter Schaden angerichtet, aber es hatte eine Wirkung auf mich.
An diesem Abend nach dem Abendessen sagte ich zu meiner Frau: «Es ist Zeit für uns zu beten», also nahm ich die Bibel, die ihr jemand gegeben hatte (bis zu diesem Zeitpunkt kümmerte ich mich überhaupt nicht um die Bibel) und las ein paar Verse, und wir gingen über zum Gebet. Zweifellos war ich sehr unbeholfen, aber ich war aufrichtig. Ich meinte alles, was ich sagte. Meine Frau war seit einiger Zeit Christin und konnte beten, aber es war meine erste Erfahrung auf diese Weise. In dieser Nacht wurde nicht viel erreicht, aber ich ließ nicht locker, bis ich eine echte Erfahrung der Errettung hatte.“

### Theologische Einflüsse
Nach seiner Bekehrung engagierte sich Tomlinson in dem Chester Preparative Meeting der lokalen Versammlung der Society of Friends, die von seinem Großvater Robert gegründet worden war. Viele prominente Evangelisten der Heiligungsbewegungs-Quäker wie Seth Cook Rees und Theologen wie Dougan Clark, Jr. kamen zu Besuch. Es traten auch Erweckungsprediger wie Charles Stalker und offen mit Methodisten in Verbindung stehende Quäker (wie Nathan und Esther Frame) auf. Dementsprechend erhielt Tomlinson seine frühesten religiösen Einflüsse von den Heilslehren der evangelischen Quäker, unter anderem Joseph John Gurney. Die Quäker der Heiligungsbewegung übernahmen emotionales Predigen, religiöse Ekstase, vollständige Heiligung, aggressive Evangelisation und die wesleyanische Doktrin der „Christlichen Vollkommenheit“ (Christian Perfection) und in der praktischen Umsetzung auch Zeltversammlungen und erweiterte Erweckungsveranstaltungen (extended revivals) der Methodisten; Techniken, die Tomlinson später selbst in seinem Dienst anwenden würde. Im späten 19. Jahrhundert praktizierten die „Holiness Quakers“ im Gegensatz zu den meisten anderen „Holiness Sects“ der Zeit jedoch keine Wassertaufe.
Das nahegelegene Indianapolis in Indiana brachte zu der Zeit ebenfalls mehrere bekannte Evangelisten hervor, darunter Thomas Nelson, bevor dieser nach Pennsylvania zog und die Free Methodist Church begründete. Später kam Tomlinson in seinem Dienst direkt mit Nelson in Kontakt, aber der Einfluss von Nelson begann möglicherweise schon in den 1890ern.
Weitere starke Einflüsse kamen von dem methodistischen Buch-Colporteur J. B. Mitchell, der sich bei dem presbyterianischen Revivalisten Charles Grandison Finney bekehrt hatte. Mitchell wirkte als Tutor für Tomlinson und nahm ihn mit auf Ausflüge, um religiöse Literatur zu verbreiten, die von der American Bible Society bereitgestellt wurde. Sie zogen ab dem Sommer 1894 vor allem durch die verarmten Gebiete der südlichen Appalachen, unter anderem nach Culberson, North Carolina, wo sie 1899 auch eine christliche Schule und ein Waisenhaus gründeten, nach Camp Creek, wo Tomlinson erstmals auf R. G. Spurling und W. F. Bryant, die Gründer der Holiness Church at Camp Creek traf, mit denen er 1903 zusammenarbeitete.
Am 3. Dezember 1896 erhielt Tomlinson die offizielle Autorisierung des Quaker Westfield Monthly Meeting zu einer ausgedehnten Missionstour. Von Sommer bis Herbst 1897 besuchte er eine Reihe von Missions- und Bibeltraining-Einrichtungen in achtzehn Bundesstaaten. Der prägendste Besuch war der Besuch von Frank Sandfords Holy Ghost and Us-Bible School in Durham, Maine, wo er am 30. Oktober 1897 im Androscoggin River getauft wurde – ein offenkundiges Abrücken von den Lehren der Quaker.
Während dieser Zeit verließen zahlreiche prominente Evangelisten der Heiligungsbewegung (u. a. Martin Wells Knapp, Frank Rees) ihre angestammten Denominationen zugunsten von unabhängigen Unternehmungen. Frank Sandfords Shiloh Movement war typisch für eine solche unabhängige Holiness Church und Sandford drängte seine Anhänger, ihre angestammten Denominationen zu verlassen, so wie Sandford selbst die Free Will Baptist verlassen hatte, wo er ordiniert worden war und als Pastor gedient hatte. Sandfords Ermahnungen hatten einen direkten Einfluss auf Tomlinsons Entscheidung, der sich im Mai 1898 offiziell aus der Society of Friends entfernte (nur wenige Wochen nachdem seine Frau Mary Jane sich unter Berufung auf die Frage der Wassertaufe ebenfalls entfernt hatte). Tomlinson betrachtete Sandfords Bewegung kurzzeitig als seine geistige Heimat. Die Bibelschule von Sandford diente zunächst inoffiziell als Dachorganisation der christlichen Schule und des Waisenhauses von Tomlinson und Mitchell in Culberson, North Carolina, aber darüber hinaus diente sie als Modell in Bezug auf die Heiligkeitslehre, auf gemeinschaftliche Lebensformen und eine unbestrittene hierarchische Führung von oben nach unten, und auf Vertrauen im „Glauben“ in Bezug auf Finanzen, materielle Versorgung und Heilung.

### Frühes Wirken
Bereits 1891 interessierte sich Tomlinson für „Inlandsmissionen“ („home missions“ bezeichnet die beabsichtigte Evangelisation von Menschen innerhalb der Grenzen der USA, im Gegensatz zu „Auslandsmissionen“ – „foreign missions“, die darauf abzielten, Menschen in Übersee zu evangelisieren). Quäker der Heiligungsbewegung unterstützten aktiv sowohl Inlandsmissionen als auch Auslandsmissionen.
Nach einer Reihe von Erweckungsveranstaltungen in und um Westfield, Indiana, zwischen 1891 und 1892, in denen die Lehre der vollständigen Heiligung von Evangelisten wie Jacob Baker, John Pennington, Emma Coffin und Nathan und Esther Frame gepredigt wurde, betete Tomlinson solange, bis er zu seiner eigenen Heiligungserfahrung gelangte:

„Es war etwa zwölf Uhr am Tag. Ich schrie in der Bitterkeit meiner Seele: „Jetzt! Jetzt! Du musst es jetzt aufgeben! Jetzt!“ Ich spürte, wie er [der Alte Mensch] anfing, schwächer zu werden und zu zittern. Ich behielt das „Schwert“ direkt in ihm und ließ es nie los. Dieses scharfe zweischneidige „Schwert“ verrichtete seine tödliche Arbeit. Ich hatte kein Mitleid mit ihm. Ich zeigte ihm kein Quartier. Da waren wir in dieser Höhe, als plötzlich wie ein Donnerschlag vom Himmel eine sensationelle Kraft kam, die den Konflikt beendete, und da lag der „alte Mann“ tot zu meinen Füßen, und ich war von seinem Griff befreit. Gott sei Dank! Ich konnte wieder gut durchatmen. Es war ein schrecklicher Kampf, aber der Sieg war errungen. Das war vor ungefähr zwanzig Jahren, aber es ist noch frisch in meiner Erinnerung. Ich wurde tatsächlich vollständig geheiligt.“

Nach dieser Heiligungserfahrung schloss sich Tomlinson 1893 den Mitarbeitern der Chester Bible School an, einer Quaker-Bibelschule vergleichbar mit einer Sonntagsschule für Erwachsene. Sechs Monate später wurde er Schulleiter und Schatzmeister. Innerhalb eines Jahres verdoppelte sich die wöchentliche Besucherzahl von dreißig auf sechzig. Obwohl Tomlinson von niemandem von der Society of Friends offiziell als Prediger ordiniert worden war, hatte er in dieser Zeit seine erste Gelegenheit, bei einem Erweckungstreffen an der Schule zu predigen. In Ermangelung der Führungsbereitschaft älterer Prediger stand Tomlinson spontan auf und „nach ein paar stammelnden, gebrochenen Äußerungen fielen die Menschen vor den Altar und bekehrten sich. Das Ereignis verbreitete sich so sehr, dass einige zu Hause bekehrt wurden, die nicht bei der Versammlung waren“ („after a few, stammering, broken utterances, the people would fall into the altar and get converted. The influence spread so that some were converted at home who had not been to the meeting.“)
Im Juli 1899 kamen Tomlinson und Mitchell, nachdem sie die Gegend fünf Jahre lang mit Unterbrechungen besucht hatten, nach Culberson, um eine ständige 'Mission' zu gründen. Ihre Arbeit wurde zu einem großen Teil aus dem Erbe von Tomlinsons Vater finanziert, der im Frühjahr dieses Jahres gestorben war. Im Juni 1901 begannen Tomlinson und Mitchell mit der Veröffentlichung einer Zeitschrift, „Samson’s Foxes“, um die breitere Öffentlichkeit der Heiligungsbewegung über ihre Fortschritte und Bedürfnisse zu informieren.

## Religiöser Einfluss
Unter Tomlinsons Führung wurde aus der „Holiness Church at Camp Creek“ die Church of God (Cleveland, Tennessee), die heute mit geschätzten sieben Millionen Mitgliedern weltweit die zweitgrößte Pfingstgemeinde hinter den Assemblies of God ist. Nach seiner Amtsenthebung gründete er die heutige Church of God of Prophecy, die selbst auf über eine Million Mitglieder weltweit geschätzt wird. Andere Splittergruppen wie die Church of God (Huntsville, Alabama) fallen im Allgemeinen in die von Tomlinson geführte „Church of God“-Bewegung. Es war Tomlinsons Hoffnung, dass die Church of God (Cleveland, Tennessee) und die Church of God of Prophecy ihre Differenzen überwinden und sich als eine Bewegung wiedervereinen würden, aber das ist nie geschehen. Insbesondere seit 2004 arbeiten die Church of God (Cleveland, Tennessee) und die Church of God of Prophecy enger zusammen.
Tomlinson ist neben Zeitgenossen wie Charles Parham und William J. Seymour auch eine der zentralen religiösen Figuren am Beginn der Pfingstbewegung in den Vereinigten Staaten. Tomlinson übernahm selbst mit Begeisterung die Pfingstlehre und verbreitete sie in den Vereinigten Staaten, insbesondere im Südosten, sowie auf mehreren karibischen Inseln.
Eines der Unterscheidungsmerkmale von Tomlinsons Gemeinwesen und Praktiken im Vergleich zu denen anderer Pfingstgemeinden wie den Assemblies of God ist die hierarchische Struktur der Kirche mit der Generalversammlung als dem höchsten Gremium (tribunal) der Kirche weltweit, einem Generalaufseher (General Overseer), um globale Kirchenangelegenheiten zu beaufsichtigen, wenn die Generalversammlung nicht tagt, State- und National Overseers, die vom Generalaufseher ernannt werden, Distriktaufseher und örtlichen Pastoren, die von den State Overseer über jede Gemeinde gesetzt werden, ohne Wahl der Gemeinde. Diese hierarchische Struktur ermöglichte es Tomlinson, die Kirche zu erweitern und gleichzeitig die Einheit von Botschaft und Praktiken zu wahren. Seine Rolle als Generalaufseher mit lebenslanger Ernennung rief jedoch Konflikte hervor, was zu der Kontroverse um seine Amtsenthebung (impeachment) beitrug. Anschließend verabschiedete die Kirche Gottes (Cleveland, Tennessee) Beschränkungen für die Amtszeit des Generalaufsehers.

## Familie
- Halcy Olive Tomlinson (1891–1920), verstarb im Kindbett. Tomlinson erinnerte seine Anhänger später an ihren Tod und sagte: „Ich kann mich am Grab meiner eigenen Tochter sehen und dort mit einer besonderen Zeremonie eine Flagge in Erinnerung an ihre Treue setzen.“ („I can see myself at the grave of my own daughter, putting a flag there with a special ceremony in memory of her faithfulness.“) Das Aufstellen von Flaggen (planting of flags) an Orten von besonderer historischer Bedeutung wurde später zu einer offiziellen Praxis der Church of God of Prophecy unter der Schirmherrschaft ihrer Church of Prophecy Marker Association.[31]
- Homer Aubrey Tomlinson (1892–1968), von seinem Vater zum Bischof der Church of God (Cleveland, Tennessee) eingesetzt und Pastor für eine Gemeinde der Church of God Queens, New York. Nach der Trennung von A. J. Tomlinson von der Kirche folgte ihm Homer Tomlinson in die spätere Church of God of Prophecy. 1943 gründete Homer seine eigene Splitterkonfession, die er ursprünglich „Church of God World Headquarters“ nannte (heute: Church of God, Huntsville, Alabama), nachdem er von seinem Bruder Milton aus der Church of God of Prophecy ausgeschlossen worden war, wegen eines Streits darüber, wer ihrem Vater als Generalaufseher folgen würde. Exzentrischer als sein jüngerer Bruder Milton, kandidierte Homer Tomlinson mehrmals als Präsident der Vereinigten Staaten als Kandidat der Theocratic Party, die er gründete, und führte evangelistische Kreuzzüge in mehreren Ländern.[32][33] Homer Tomlinson veröffentlichte die Tagebücher seines Vaters in einer dreibändigen Ausgabe zwischen 1949 und 1955 und überließ die Originale der Library of Congress in Washington, D.C.[34][35]
- Iris Marea Tomlinson (1895–1953)
- Milton Ambrose Tomlinson (1906–1995) übernahm nach dem Tod seines Vaters das Amt des zweiten Generalaufsehers der Church of God of Prophecy, ein Amt, das er bis zu seinem eigenen Tod innehatte. Er beaufsichtigte die Fertigstellung des Bibelparks Fields of the Wood Bible Park in Cherokee County, North Carolina, welchen sein Vater kurz vor seinem Tod begonnen hatte. M. A. Tomlinson setzte die Gemeindearbeit seines Vaters fort und erweiterte die Präsenz der Kirche im In- und Ausland.

## Schriften
- The Last Great Conflict. White Wing Publishing House, Cleveland, TN 1913.
- Answering The Call of God. White Wing Publishing House, Cleveland, TN, n. d. ca. 1913.
- Samson’s Foxes. Zeitschrift.
- The Church of God Evangel. Zeitschrift
- The White Wing Messenger. Zeitschrift
- Manuscript diary (Fünf Bände) Manuscript Division, Library of Congress, Washington, D.C.

## Biographien
Neben der oben erwähnten Autobiografie „Answerin the Call of God“ und seinen persönlichen Tagebüchern war Tomlinson Gegenstand von mindestens drei ausführlichen Biografien und wird in der akademischen Forschung zur Religionsgeschichte in Amerika häufig als eine der Schlüsselfiguren der frühen Pfingstbewegung in Amerika erwähnt:
- Lillie Dugar: A.J. Tomlinson. Cleveland, TN: White Wing Publishing House 1964.
- Daniel D. Preston: The Era of A.J. Tomlinson. Cleveland, TN: White Wing Publishing House 1984.
- R. G. Robins: A.J. Tomlinson: Plainfolk Modernist. Oxford University Press 2004.